# 拉謝內加 (亞利桑那州)
拉謝內加（英語：La Cienega）是位於美國亞利桑那州希拉縣的一個非建制地區。該地的面積和人口皆未知。

## 地理
拉謝內加的座標為34°22′24″N 111°10′32″W / 34.37333°N 111.17556°W，而該地的平均海拔高度為1840米（即6050英尺）。